# 阿氏胸棘鯛
阿氏胸棘鯛，是輻鰭魚綱金眼鯛目燧鯛亞目燧鯛科的一種。分布於非洲馬達加斯加島北端海域，棲息深度在300公尺，體長可達19公分，目前無任何經濟價值。